# فيتامين بي 12
فيتامين بي12، المعروف أيضا باسم الكوبالامين، هو فيتامين قابل للذوبان في الماء، يشارك في عملية التمثيل الغذائي لكل خلية في الجسم. هو أحد فيتامينات بي الثمانية، حيث أنه يساهم في تركيب الحمض النووي، وكذلك في استقلاب الأحماض الدهنية والأحماض الأمينية. يعتبر مهم في الأداء الطبيعي للجهاز العصبي والدماغ من خلال دوره في تخليق الميالين، وفي الدورة الدموية في نضوج خلايا الدم الحمراء في نخاع العظام. في حين أن الحيوانات تحتاج إلى فيتامين بي12، فإن النباتات لا تحتاج إليه، وتقوم بدلا من ذلك بالتفاعلات مع الإنزيمات التي لا تعتمد عليه. نظرا لأن البشر لا يستطيعون صنعه، فهو مطلوب مدى الحياة، مما يجعله عنصرا غذائيا أساسيا.
فيتامين بي12 هو الأكبر والأكثر تعقيدا كيميائيا من بين جميع الفيتامينات، ويتم تخليقة فقط بواسطة بعض العتائق والبكتيريا. يوجد فيتامين بي12 بشكل طبيعي في اللحوم، المحار، الكبد، الأسماك، الدواجن، البيض، ومنتجات الألبان. العديد من حبوب الإفطار محصنة بالفيتامين. تتوفر المكملات الغذائية والأدوية للعلاج والوقاية من نقص فيتامين بي12. يمكن أخذها عن طريق الفم، ولكن لعلاج أوجة القصور يمكن أن تعطى أيضا عن طريق الحقن العضلي. السمية بسبب فيتامين بي12 منخفضة، الجرعات العالية ليست ضارة في الآخرين.
نقص فيتامين بي12 منتشر في جميع أنحاء العالم، وخاصة بين الأفراد الذين يتناولون كميات قليلة أو معدومة من المنتجات الحيوانية، مثل أولئك الذين يتبعون نظاما غذائيا نباتيا صارما، أو أولئك الذين يعانون من وضع اجتماعي واقتصادي منخفض. السبب الأكثر شيوعا في البلدان المتقدمة هو سوء الامتصاص بسبب فقدان العامل الجوهري في المعدة، المطلوب للامتصاص. السبب الأخر المرتبط هو انخفاض إنتاج حمض المعدة مع التقدم في السن أو من الاستخدام طويل الأمد لمثبطات مضخة البروتون، أو حاصرات الهيستامين 2، أو مضادات الحموضة الأخرى.
النقص ضار خاصة في مراحل الحمل، الطفولة، ولدى كبار السن. قد يتميز النقص باعتلال الأعصاب في الأطراف أو فقر الدم الضخم الأورمات، هو نوع من فقر الدم تصبح فيه خلايا الدم الحمراء كبيرة بشكل غير طبيعي. قد يؤدي ذلك الى التعب، الخدر والوخز، التدهور المعرفي، الاكتئاب، صعوبة المشي، وحتى تلف الأعصاب الذي لا رجعة فيه. إذا ترك دون علاج عند الرضع، فقد يؤدي النقص إلى النمو المتدني، تلف عصبي، وفقر الدم. يزيد النقص لدى الأم من خطر الإجهاض، عيوب الأنبوب العصبي، التأخر في النمو، ومشاكل نمو الدماغ لدى الطفل الذي لم يولد بعد. قد تؤثر مستويات الفولات في الفرد على مسار التغيرات المرضية وأعراض المرض.
تم اكتشاف فيتامين بي12 بسبب فقر الدم الخبيث، وهو مرض مناعي ذاتي، الذي كان قاتلا من قبل أكتشاف العلاج.

## التعريف
فيتامين بي12 هو مركب تنسيقي من الكوبالت، الذي يحتل مركز رابطة كورين ويرتبط أيضا بمجموعة بنزيميدازول ومجموعة أدينوسيل. هناك عدد من الأنواع ذات الصلة المعروفة وهذه تتصرف بشكل مشابه، ولا سيما جميعها تعمل كفيتامينات. يشار أحيانا إلى هذه المجموعة من المركبات باسم "الكوبالامينات". هذه المركبات الكيميائية لها بنية جزيئية مماثلة، كل منها يظهر نشاط فيتامين في النظام البيولوجي الذي يعاني من نقص الفيتامينات، ويشار إليها باسم فيتامير. يعتبر نشاط الفيتامين بمثابة أنزيم مساعد، مما يعني أن وجوده مطلوب لبعض التفاعلات المحفزة بالإنزيم.
- أدينوسيل-كوبالامين
- سيانوكوبالامين، يتم استبدال رباط الأدينوسيل في فيتامين بي12 بالسيانيد.
- هيدروكسيكوبالامين، يتم استبدال رباط الأدينوسيل في فيتامين بي12 بالهيدروكسيد.

- ميثيل-كوبالامين، يتم استبدال رباط الأدينوسيل في فيتامين بي12 بالميثيل.

سيانوكوبالامين هو شكل مصنع من فيتامين بي12. يخلق التخمير البكتيري أدينوسيل-بي12 وميثيل-بي12، والتي يتم تحويلها إلى سيانوكوبالامين عن طريق إضافة سيانيد البوتاسيوم في وجود نتريت الصوديوم والحرارة. بمجرد استهلاكه، يتم تحويل سيانوكوبالامين إلى أدينوسيل-بي12 وميثيل-بي12 النشطين بيولوجيا. الشكلان النشطان بيولوجيا من فيتامين بي12 هي ميثيل-كوبالامين في العصارة الخلوية والأدينوسيل-كوبالامين في المُتقدرة.
السيانوكوبالامين هو الشكل الأكثر شيوعا المستخدم في المكملات الغذائية وإغناء الطعام لأن السيانيد يثبت الجزيء ضد التدهور. يتم تقديم ميثيل كوبالامين أيضا كمكمل غذائي. لا توجد ميزة لاستخدام أدينوسيل كوبالامين أو ميثيل كوبالامين لعلاج نقص فيتامين بي12.
يمكن حقن الهيدروكسيكوبالامين عن طريق الحقن العضلي لعلاج نقص فيتامين بي12. يمكن أيضا حقنه عن طريق الوريد لغرض علاج التسمم بالسيانيد، حيث يتم إزاحة مجموعة الهيدروكسيل بواسطة السيانيد، مما ينتج عنه سيانوكوبالامين غير سام يفرز في البول.
يشير مصطلح ”الفيتامين الوهمي بي12“ إلى المركبات التي هي عبارة عن كورنويدات لها بنية مشابهة للفيتامين ولكن بدون نشاط فيتامين. فيتامين بي12 المزيف هو الغالبية الكيرويدية في سبيرولينا، وهو طعام صحي للطحالب يزعم خطأ أنه يحتوي على الفيتامين.

## الاستخدام الطبي

### استنزاف النقص
يتم تصحيح نقص فيتامين بي12 الحاد في البداية عن طريق الحقن العضلي اليومي من 1000 ميكروغرام من الفيتامين، تليها الصيانة عن طريق الحقن الشهرية بنفس الكمية. الجرعة اليومية تتجاوز بكثير متطلبات الفيتامين لأن الامتصاص الطبيعي بوساطة البروتين الناقل غائب، مما يترك فقط امتصاصا سلبيا معويا غير فعال للغاية. قد تشمل الآثار الجانبية للحقن طفح جلدي، حكة، قشعريرة، حمى، هبات ساخنة، غثيان ودوخة. لا توجد دراسات كافية تفيد بأن الحبوب فعالة في تحسين الأعراض أو القضاء عليها مثل العلاج بالحقن.

### التسمم بالسيانيد
بالنسبة للتسمم بالسيانيد، يمكن إعطاء كمية كبيرة من هيدروكسيكوبالامين عن طريق الوريد وأحيانًا بالاشتراك مع ثيوسلفات الصوديوم. آلية العمل واضحة: حيث يتم استبدال رباط هيدروكسي كوبالامين هيدروكسيد بواسطة أيون السيانيد السام، ويفرز سيانوكوبالامين غير السام الناتج في البول.

## النقص
يمكن أن يسبب نقصان فيتامين بي12 ضررا شديدا لا يمكن إصلاحه، خاصة للدماغ والجهاز العصبي. عند مستويات أقل قليلا من المعتاد، قد يؤدي ذلك الى شعور بالتعب، صداع، شعور بالإغماء، سرعة التنفس، شحوب البشرة، الخدر أو الوخز، ضعف الشهية، حرقة الفؤاد، ضعف التوازن، صعوبة المشي، عدم وضوح الرؤية، مشاكل الذاكرة، الاكتئاب، التهيج، التدهور المعرفي، الذهان، وحتى الخرف، خاصة لدى كبار السن. من بين المشاكل الآخرى، ضعف المناعة، مشاكل الخصوبة، وأنقطاع الدورة الدموية عند النساء قد تحدث.
النوع الرئيسي من فقر الدم الناجم عن عوز فيتامين بي12 هو فقر الدم الخبيث، حيث يتميز بثلاث من الأعراض الرئيسية:
1. فقر الدم المصحوب بداء الأرومة الضخم في نخاع العظم (فقر الدم الضخم الأرومات). هذا بسبب تثبيط تخليق الحمض النووي (خصوصًا، البيورينات والثيميدين).
2. أعراض الجهاز الهضمي: تغير في حركة الأمعاء، مثل الإسهال الخفيف أو الإمساك، وفقدان السيطرة على المثانة أو الأمعاء.[35] يُعتقد أن هذه ناتجة عن خلل في تخليق الحمض النووي الذي يمنع التكاثر في موقع به معدل دوران مرتفع للخلايا. قد يكون هذا أيضًا بسبب هجوم المناعة الذاتية على الخلايا الجدارية للمعدة في فقر الدم الخبيث. هناك ارتباط مع «المعدة البطيخة» (توسع أوعية غار المعدة) وفقر الدم الخبيث.[36]
3. أعراض عصبية: قصور حسي أو حركي (انعكاسات غائبة، اهتزاز ضعيف أو إحساس بلمسة ناعمة)، تنكس مشترك تحت حاد في النخاع الشوكي، أو النوبات.[37][38][39] تشمل أعراض النقص لدى الأطفال التأخر في النمو، التراجع، التهيج، اضطرابات الحركة، ونقص التوتر.[40]

ينتج نقص فيتامين بي12 عادة بسبب سوء الامتصاص ويمكن أيضًا ان يحدث نتيجة قلة المدخول وبعض الاضطرابات المعوية، وانخفاض كمية البروتينات الرابطة، واستخدام بعض الادوية. ويعتبر فيتامين بي12 من الفيتامينات النادر تواجدها في المصادر النباتية ولذلك فان النباتيين أكثر عرضة للإصابة بنقص فيتامين بي12، كذلك الامر فيما يتعلق بالرضع الذين ولدوا لأمهات نباتيات فانهم يواجهون خطر نفص فيتامين بي12 أكثر من غيرهم. يعتبر كبار السن الذين يعتمدون نظام غذائي يعتمد على كمية محدودة من اللحوم أو منتجات الحيوانات أيضا من الاشخاص المعرضين لنقص فيتامين بي12. وقد يصيب نقص فيتامين بي12 ما بين 40% إلى 80% من الاشخاص النباتيين الذين لا يستهلكون مدعمات تحتوي على فيتامين بي12. على سبيل المثال في هونج كونج والهند تعاني نسبة 80% من الاشخاص النباتيين من نقص فيتامين بي12.
فيتامين بي12 هو الركيزة المشتركة للتفاعلات المختلفة للخلايا المشتركة في تصنيع التوليفة المثيلة من الحمض النووي والنواقل العصبية، يمكن لتوليفة الناقل العصبي الثلاثي الاميني ان يعزز تأثير مضادات الاكتئاب التقليدية. من الممكن استنتاج تراكيز داخل الخلايا من خلال التركيز الكلي للهوموسيستئن في البلازما والذي يمكن تحويله إلى ميثونين من خلال تفاعل انزيمي يستخدم 5, ميثيل تتراهيدروفولات كمجموعة مانحة للمثيل. بالنتيجة فان تركيز البلازما من الهوسيستين يقل عندما يرتفع تركيز بي12 في الخلية. حيث ان الايض النشط مطلوب للميثيلين من الهموسيستين لإنتاج الميثونين الذي يشارك في عدد من العمليات الكيميائية الحيوية بما يتضمن التمثيل الغذائي للناقلات احادية الامين، بالتالي فان نقص فيتامين بي12 قد يؤثر على إنتاج ووظيفة تلك الناقلات العصبية.

### التشخيص
لا يوجد تشخيص جوهري لتأكيد نقص فيتامين بي12 لدى البشر "وفقا لمراجعة واحدة". ونتيجة لذلك يتطلب التشخيص النظر في كل من الحالة السريرية للمريض ونتائج التحقيقات. عادة ما يشتبه في نقص الفيتامين عندما يظهر تعداد الدم الكامل الروتيني فقر الدم مع حجم خلايا دم حمراء أكبر من المعتاد. بالإضافة إلى ذلك، في مسحة الدم المحيطية، يمكن رؤية الكريات البيض والكريات البيض متعددة الأشكال مفرطة النوى. يتم تحديد تشخيص نقص فيتامين بي12 من خلال مستويات الدم الأقل من 200 أو 250 بيكوغرام لكل مل (148 أو 185 بيكومول لكل لتر). يمكن الحفاظ على قيم المصل الطبيعية بينما يتم استنفاد مخازن الأنسجة من فيتامين بي12. قد لا تؤكد قيم مصل فيتامين بي12 فوق نقطة انقطاع النقص بالضرورة لتشخيص الحالة المناسبة لنقص فيتامين بي12. لهذا السبب، يعتبر ارتفاع حمض الهوموسيستين في الدم أكثر من 12 ميكرولتر / لتر وحمض الميثيل مالونيك أكثر من 0.4 ميكرومول / لتر مؤشرات أفضل لنقص فيتامين بي12، بدلا من الاعتماد فقط على تركيز فيتامين بي12 في الدم. ومع ذلك، فإن ارتفاع حمض الميثيل مالونيك ليس قاطعا، حيث يظهر في الأشخاص الذين يعانون من نقص فيتامين بي12، ولكن أيضا في كبار السن الذين يعانون من قصور كلوي، وارتفاع الهوموسيستين ليس قاطعا، كما يظهر أيضا في الأشخاص الذين يعانون من نقص الفولات. بالإضافة إلى ذلك، قد تكون مستويات حمض الميثيل مالونيك المرتفعة مرتبطة أيضا بالاضطراب الاستقلابي غير المكتشف حمضي المالونيك والميثيل مالونيك في البول. إذا كان تلف الجهاز العصبي موجودا وكان اختبار الدم غير حاسم، فيمكن إجراء ثقب قطني لقياس مستويات السائل النخاعي لفيتامين بي12.
يربط هابتوكورين المصل 80–90٪ من فيتامين بي12 المتداول، مما يجعله غير متاح للتوصيل الخلوي عن طريق ترانسكوبالامين الثاني. من المفترض أن تكون هذه وظيفة تخزين متداولة. تتسبب العديد من الأمراض الخطيرة، وحتى التي تهدد الحياة، في ارتفاع نسبة هابتوكورين في الدم، والتي يتم قياسها على أنها نسبة عالية بشكل غير طبيعي من فيتامين بي12 في الدم، بينما في نفس الوقت من المحتمل أن تظهر على شكل نقص فيتامين عرضي بسبب عدم كفاية فيتامين المرتبط بالترانسكوبالامين الثاني الذي ينقل الفيتامين إلى الخلايا.

## التوصيات الغذائية
يستهلك معظم الناس في الولايات المتحدة والمملكة المتحدة، وأيضًا العالم ما يكفي من فيتامين بي12. ومع ذلك، تصل نسبة الأشخاص الذين لديهم مستويات هامشية من فيتامين بي12 إلى 40٪ في العالم الغربي. يمكن تحصين الأطعمة القائمة على الحبوب بإضافة الفيتامين إليها. تتوفر مكملات فيتامين بي12 كأقراص مفردة أو متعددة الفيتامينات. يمكن إعطاء المستحضرات الصيدلانية لفيتامين بي12 عن طريق الحقن العضلي. نظرًا لوجود عدد قليل من المصادر غير الحيوانية للفيتامين، ينصح النباتيين باستهلاك مكمل غذائي أو أطعمة مدعمة لتناول فيتامين بي12، أو المخاطرة بعواقب صحية خطيرة. الأطفال في بعض مناطق البلدان النامية معرضون لخطر خاص بسبب زيادة المتطلبات أثناء النمو إلى جانب الوجبات الغذائية المنخفضة في الأطعمة ذات المصادر الحيوانية.
يوجد فيتامين بي12 بشكل طبيعي في الأطعمة ذات الأصل الحيواني، بما في ذلك الأسماك واللحوم والدواجن والبيض ومنتجات الألبان. يختلف التوافر البيولوجي المقدر لفيتامين بي12 من الطعام باختلاف جرعة فيتامين بي12 لأن الامتصاص ينخفض بشكل كبير عند تجاوز قدرة العامل الجوهري (عند 1-2 ميكروغرام من فيتامين بي12).
لا تستطيع الحيوانات تخليق فيتامين بي12، حيث يتم تخليق فيتامين بي12 في الطبيعة فقط من خلال بعض بدائيات النوى (بعض البكتيريا والعواتق)، ولا يمكن للكائنات متعددة أو وحيدة الخلايا صنعه. تخزن الحيوانات ومن بينهم البشر فيتامين بي12 في الكبد والعضلات، يمكن لبعض البكتيريا المعوية الموجودة في البشر والحيوانات صُنعه ولكن لا يمكن للبشر امتصاص فيتامين بي12 المصنوع في احشائهم. ويمكن للحيوانات المجترة مثل الابقار والاغنام امتصاص فيتامين بي12 الذي يتم إنتاجه في احشائهم ولكن لإنتاج هذا الفيتامين يجب ان تستهلك الحيوانات كميات كافية من الكوبالت. بالنسبة للحيوانات الراعية فانها تحصل على فيتامين بي12 وعلى البكتيريا التي تنتجه من خلال التربة الموجودة على جذور النباتات التي أكلوها. وهناك العديد من الحيوانات ومن ضمنها الكلاب والقطط التي تتغذى على البراز الغني بفيتامين بي12. وهناك أنواع مثل كائنات الفصيلة الارنبية (الارانب والارانب البرية وحيوان البيكا) التي تنتج نوعين من الحبيبات البرازية وهي حبيبات صلبة وحبيبات رخوة تسمى كيكوتروبيس. وتقوم الحيوانات من هذه الفصيلة بتناول الفضلات الرخوة الخاصة بهم وتحتوي هذه الفضلات على مواد نباتية ممضوغة تكون قد استقلبت بواسطة باكتيريا في الاعور وهو عبارة عن حجيرة تقع ما بين الامعاء الغليظة والدقيقة. وتحتوي الفضلات الرخوة كيكوتروبيس على كربوهيدرات قابلة للهضم وفيتامينات بي التي يتم تصنيعها بواسطة البكتريا الداخلية.
الاطعمة المحصنة والمكملات المدعمة توصي كل من جمعية التغذية البريطانية وومجموعة الموارد النباتية ولجنة الاطباء لطب مسؤول وغيرهم بأن على كل شخص نباتي لا يستهلك كميات كافية من فيتامين بي12 من خلال الاطعمة عليه ان يأخذ مكملات مدعمة.
كثير من الاطعمة المدعمة بفيتامين بي12 منتشرة ومتوفرة وتشمل حبوب الالإطار ومنتجات الصويا والواح الطاقة والخميرة الغذائية والمُكملات الغذائية. يوجد فيتامين بي12 في مكونات اقراص الفيتامينات المتعددة، وفي بعض الدول يتم استخدامه لاثراء الاطعمة المصنوعة من القمح مثل الخبز والمعكرونة. في الولايات المتحدة يمكن شراء منتجات تحتوي فيتامين بي12 لا تتطلب وصفة طبية وتوفر هذه المنتجات ما يصل إلى 5000 ميكروغرام لكل حصة. ويعد فيتامين بي12 عنصر شائع في مشروبات وحقن الطاقة وبالعادة تكون كمية فيتامين بي12 الموجودة في هذه المنتجات هي الكمية الغذائية الموصى بها للفرد. ويمكن أيضا الحصول على فيتامين بي12 عن طريق منتجات بوصفة طبية مثل الحقن وطرق أخرى.
لم يتم اثبات ان الحصول على فيتامين بي12 بشكل مباشر عن طريق وضعه تحت اللسان هو شيء ضروري أو مفيد بالرغم من التسويق لكثير من حبوب الدواء المحلاة والحبوب وحتى المصاصات التي صممت للامتصاص فيتامين بي12 من تحت اللسان. ظهر في دراسة اجريت في عام 2003 ان ليس هناك فرق كبير بين مستوى المصل الذي تم تناوله عن طريق الفم أو بين امتصاص فيتامين بي12 عن طريق وضعه تحت اللسان حيث ان الفرق هو 0.5 ملغ كوبالامين. تكون جرعة فيتامين بي12 تحت اللسان فعالة فقط بسبب الجرعات العالية الموجودة (0.5 ملغ) في الاقراص التي يتم ابتلاعها وليس بسبب مكان الاقراص. وكما هو موضح ادناه فان الجرعات الشفوية العالية من فيتامين بي12 قد تكون فعالة كعلاج حتى ولو كان امتصاص الجهاز الهضمي ضعيف بسبب ضمور المعدة (فقر الدم الخبيث). في بعض الاحيان يتم استخدام الحقن والرقع في حال كان هناك ضعف في امتصاص الجهاز الهضمي ولكن هناك ادله على ان هذا الاجراء غير ضروري بسبب وجود المكملات الفموية عالية الفعالية والحديثة (مثل 0.5-1 ميليغرام أو أكثر). حتى فقر الدم الخبيث يمكن علاجه كليا عن طريق الجرعات الفموية. هذه المكملات تحتوي على جرعات عالية من الفيتامين حيث ان 1%حتى 5% من الجرعات الفموية العالية من فيتامين بي12 البلوري الحر يتم امتصاصها على طول الامعاء من خلال الانتشار السلبي. إذا كان الشخص يعاني من اخطاء خلقية في المسلك الناقل للميثيل (مرض كوبالمين سي مندمج مع البيلة الحمضية وبيلة هوموسستينية) فان علاجه يجب يكون من خلال حقن هيدروكسوبلامين أو فيتامين بي12 في الوريد أو في العضل أو من خلال الجلد. اشكال غير السيانيد كمكملات أصبحت اقراص ميثكوبلامين التي توضع تحت اللسان في اقراص 5 ملغ. من المتوقع ان يكون المصير الايضي ووالتوزيع البيولوجي للميثوكوبلامين مماثل لمصادر فيتامين بي12 الأخرى الموجودة في النظام الغذائي. حيث يتم تخليص أي سيانيد مع الميثوكلوبلامين حيث ان كمية السيانيد (20 ميكروغرام) في 1000 ميكروغرام من اقراص السينسوبلامين اقل مما يستهلك يوميا في الطعام. وتعتبر سلامة كل اشكال الفيتامينات راسخة.
مصادر غير مختبرة (غير مجربة)
وجد الكثير من المصادر التي تحتوي على كوبالامين ولكن لم يتم اختبارها بشكل كافي لنشر إذا ما كان يمكن للبشر الاستفادة منها ام انها مجرد نظير لفيتامين بي12. بالإضافة للطعام المتخمر هناك عدد قليل من النباتات والفطر والطحالب التي تعد مصادر معروفة لفيتامين بي12 البيولوجي الفعال. ومثال على هذه المصادر التمبيه (المتفحمه) (يصل محتوى فيتامين بي12 فيه إلى 8 ميكروغرام لكل 100 غرام) وانواع من الفطر (تحتوي على 3 ميكروغرام لكل 100 غرام) وهناك العديد من الطحالب الغنية بفيتامين بي12 ومن هذه الانواع طحلب بورفيرا ييزوينسيس والذي يحتوي على كمية كوبالامين تعادل التي يحتويها الكبد.
الفيتامينات الوهمية (فيتامين بي12 الوهمي)
يعود معنى الفيتامينات الوهمية لفيتامين بي12 إلى نظائر فيتامين بي12 والتي تعد غير فعالة بيولوجيا في الإنسان ولقد وجد ان هذه النظائر موجودة في العديد من مصادر طعام البشر (بما في ذلك الحيوانات), وفي المكملات الغذائية والاطعمة المدعمة. وجد ان اغلب البكتيريا الزرقاء بما فيها السبرولينا وبعض الطحالب مثل النوري (طحالب بحرية صالحة للأكل) تحتوي غالبا على فيتامين بي12 الوهمي بدلا من فيتامين بي12 الفعال بيولوجيا.
توصيات غذائية
في عام 1998حدث معهد الدواء الأمريكي (IOM) معدل الحاجة التقريبية EARS والكمية الغذائية الموصى بها RDAS فيها لفيتامين بي12. في الوقت الحالي معدل الحاجة التقريبية من فيتامين بي12 للنساء والرجال من عمر 14 فما فوق هي 2.0 ميكروغرام في اليوم اما الكمية الغذائية الموصى بها من فيتامين بي12 فهي 2.4. وتكون الكمية الغذائية الموصى بها أكبر من معدل الحاجة التقريبية المطلوبة كي تغطي احتياجات الذين يحتاجون نسبة أكبر من فيتامين بي12. اما فيما يتعلق بالمرأة الحامل فالكمية الغذائية الموصى بها هي 2.6 ميكروغرام في اليوم بينما تحتاج المرأة المرضعة لإدرار الحليب 2.8 ميكروغرام في اليوم. بالنسبة للرضع حتى عمر 12 شهر فان المدخول الكافي AL لهم يتراوح ما بين 0.4-0.5 ميكروغرام في اليوم (تعتمد المدخولات الكافية عندما تكون معلومات معدل الحاجة التقريبية والكمية الغذائية الموصى بها غير كافية). ترتفع الكمية الغذائية الموصى بها للأطفال من عمر 1 حتى 13 عام من 0.9 إلى 1.8 ميكروغرام مع التقدم بالعمر. لان 10% حتى 30% من الكبار بالسن قد يكونوا غير قادرين على امتصاص فيتامين بي12 بشكل طبيعي في الاغذية فمن المفضل لهم ان يلبوا حاجاتهم الغذائية من خلال استهلاك الاطعمة المدعمة بفيتامين بي12 أو المكملات الغذائية التي تحتوي فيتامين بي12. لضمان سلامة الافراد يقوم معهد الدواء الأمريكي بتعيين المستويات الاقصى المقبولة (ULS) للفيتامينات والمعادن عندما يكون هناك معلومات كافية. في حالة فيتامين بي12 ليس هناك مستوى اقصى مقبول حيث ليس هناك أي سجلات بشرية تظهر الاثار الضارة الناجمة عن جرعات زائدة. يسمى مجموع معدل الحاجة التقريبية والبدائل الغذائية الموصى بها والمدخول الكافي والمستوى الاقصى المقبول بالكميات الغذائية المرجعية DRI.
الهيئة الأوروبية لسلامة الاغذية تشير إلى المجموعة الجماعية للمعلومات مثل القيم المرجعية الغذائية، مع المدخول السكاني المرجعي PRI بدلا من RDA (الكمية الغذائية الموصى بها). كما وتستخدم متوسط الطلبات بدلا من EAR (معدل الحاجة التقريبية). اما المدخول الكافي AL والمستوى الاقصى المقبول فلهما نفس المعنى المستخدم في الولايات المتحدة. فالمدخول الكافي للمرأة والرجل الذين تجاوزوا عمر 18 هو 4.0 ميكروغرام في اليوم. أما المرأة الحامل فان المدخول الكافي هو 4.5 ميكروغرام في اليوم. للمرضعة المدخول الكافي هو 5.0 ميكروغرام في اليوم. للأطفال ما بين عام حتى 17 عام فان المدخول الكافي هو من 1.5 إلى 3.5 ميكروغرام في اليوم وبالطبع يرتفع المدخول كلما تقدم الطفل بالعمر. كما يظهر فان هذه المدخولات أكثر من مدخولات المعهد الأمريكي. بالطبع فان الهيئة الأوروبية لسلامة الغذاء قد تطرقت لمسألة الامان ولقد توصلت لنفس النتيجة السابقة حيث انه ليس هناك أي دليل يحث على تحديد مستوى اقصى مقبول لفيتامين بي12. لأهداف توسيم الطعام والمدعمات الغذائية في أمريكا، يتم التعبير عن الكمية الموجودة في العرض كنسبة مئوية من القيمة اليومية DV% فيما يتعلق بتوسيم فيتامين بي12 فقد كانت النسبة اليومية للقيمة اليومية هي 6.0 ميكروغرام ولكن تم تعديل هذه النسبة إلى 2.4 في 27 مايو 2017. تستخدم منظمة الصحة العالمية أيضا 2.4 ميكروغرام/يوم كمدخول مغذي موصى به للبالغين لهذا الفيتامين. لقد تم تقديم جدول يحتوي القيم القيم الغذائية المرجعية القديمة والحديثة. وكان موعد الالتزام النهائي في القيم الجديدة في 28 يوليو 2018, ولكن اصدرت هيئة الغذاء والدواء تمديد لموعد الالتزام حيث سيكون الموعد النهائي هو 1 يناير 2020 للشركات الكبيرة و 1 يناير 2021 للشركات الصغيرة.
| العمر                                                       | رجال  | رجال    | نساء  | نساء    | نساء حوامل | نساء حوامل | نساء مرضعات | نساء مرضعات |
| العمر                                                       | (RDA) | (UL)    | (RDA) | (UL)    | (RDA)      | (UL)       | (RDA)       | (UL)        |
| ----------------------------------------------------------- | ----- | ------- | ----- | ------- | ---------- | ---------- | ----------- | ----------- |
| 0–6 أشهر                                                    | 0.4*  | لا يوجد | 0.4*  | لا يوجد | –          | –          | –           | –           |
| 7–12 أشهر                                                   | 0.5*  | لا يوجد | 0.5*  | لا يوجد | –          | –          | –           | –           |
| 1–3 سنوات                                                   | 0.9   | لا يوجد | 0.9   | لا يوجد | –          | –          | –           | –           |
| 4–8 سنوات                                                   | 1.2   | لا يوجد | 1.2   | لا يوجد | –          | –          | –           | –           |
| 9–13 سنوات                                                  | 1.8   | لا يوجد | 1.8   | لا يوجد | –          | –          | –           | –           |
| 14+ سنوات                                                   | 2.4   | لا يوجد | 2.4   | لا يوجد | 2.6        | لا يوجد    | 2.8         | لا يوجد     |
| * كمية كافية للرضع، حيث لم يتم بعد إنشاء قيم مرجعية غذائية. |       |         |       |         |            |            |             |             |

## الكيمياء الحيوية

### الية العمل

استقلاب حمض الفوليك. وينظر إلى دور فيتامين بي_{12} في أسفل اليسار.

يعمل فيتامين بي12 كإنزيم مساعد، مما يعني أن وجوده مطلوب في بعض التفاعلات المحفزة بالإنزيم. فيما يلي الفئات الثلاث من الإنزيمات التي تتطلب في بعض الأحيان فيتامين بي12 لتعمل (في الحيوانات):
- إيزوميراز: إعادة ترتيب ذرات الهيدروجين يتم نقلها مباشرة بين ذرتين متجاورتين مع التبادل المتزامن للبدائل الثانية، X، والتي قد تكون ذرة كربون مع بدائل، أو ذرة أكسجين من كحول، أو أمين. هذه تستخدم adoB12 (أدينوسيل-كوبالامين) شكل من أشكال الفيتامين.
- ناقل الميثيل: تنقل مجموعة الميثيل (–CH3) بين جزيئين. هذه تستخدم MeB12 (ميثيل-كوبالامين) شكل من أشكال الفيتامين.
- إزالة الهالوجين: التفاعلات التي تتم فيها إزالة ذرة الهالوجين من جزيء عضوي. لم يتم تحديد الإنزيمات في هذه الفئة لدى البشر.

في البشر، تُعرف عائلتان رئيسيتان من الإنزيم المعتمد على الإنزيم-بي12 يقابلان نوعي التفاعل الأولين. يتم تمييزها بواسطة الإنزيمين التاليين:
أنزيم ميثيل مالونيل موتاز (MUT) هو إنزيم أيزوميراز يستخدم شكل AdoB12 ونوع التفاعل الأول لتحويل L-methylmalonyl-CoA إلى succinyl-CoA، وهي خطوة مهمة في الانهيار التقويضي لبعض الأحماض الأمينية إلى succinyl-CoA، والذي يدخل بعد ذلك في استخراج الطاقة من البروتينات والدهون عبر دورة حمض الستريك. يتم فقدان هذه الوظيفة في نقص فيتامين بي12، ويمكن قياسها سريريا على أنها زيادة تركيز حمض ميثيل مالونيك في الدم (MMA). يؤدي ذلك إلى عيوب في استقلاب الأحماض الدهنية والأحماض الأمينية التي تؤثر على بناء الميالين.
سينسيز الميثيونين، المشفر بواسطة جين MTR، والمعروف أيضا باسم مصنع الميثيونين، هو إنزيم ناقل الميثيل، والذي يستخدم MeB12 ونوع التفاعل الثاني لنقل مجموعة الميثيل من 5-methyltetrahydrofolate إلى الهوموسيستين، وبهذه الطريقة يتم إنتاج tetrahydrofolate وميثيونين. هذه الوظيفة مفقودة في نقص فيتامين بي12، مما يؤدي إلى زيادة مستوى الهوموسيستين وحبس الفولات ك 5-methyltetrahydrofolate، والتي لا يمكن استردادها من THF (الشكل النشط للحمض الفوليك). يلعب THF دورًا مهمًا في بناء الحمض النووي (DNA) لذا فإن انخفاض وجود الـTHF يؤدي إلى إنتاج غير فعال للخلايا التي لها معدل دوران سريع، خاصةً خلايا الدم الحمراء، وكذلك خلايا جدار الامعاء المسؤولة عن الامتصاص. يمكن إعادة بناء THF عبر MTR أو يمكن الحصول عليها من حمض الفوليك الطازج في النظام الغذائي. وهكذا، فإن جميع التأثيرات الاصطناعية للحمض النووي لنقص فيتامين بي12، بما في ذلك فقر الدم الضخم الأرومات من فقر الدم الخبيث، تحل إذا كان هناك ما يكفي من حمض الفوليك موجود في الغذاء. وبالتالي، فإن أفضل «وظيفة» معروفة لفيتامين بي12 (التي تشارك في بناء الحمض النووي، وانقسام الخلية، وفقر الدم) هي في الواقع وظيفة اختيارية تتم بوساطة فيتامين بي12- للحفاظ على شكل نشط من حمض الفوليك وهو ضروري لإنتاج فعال للحمض النووي. انزيمات ناقل الميثيل الأخرى والتي تتطلب الكوبالامين معروفة أيضا في البكتيريا مثل: Me-H4-MPT وcoenzyme M methyltransferase.

### وظيفة الانزيم
يمكن استبدال العديد من آثار وظائف فيتامين بي12 (وليس كلها) بكميات كافية من الفولات (فيتامين بي9)، حيث يستخدم فيتامين بي12 لتجديد الفولات في الجسم. معظم أعراض نقص فيتامين بي12 هي في الواقع أعراض نقص الفولات، لأنها تشمل جميع آثار فقر الدم الخبيث وداء الأرومات الضخمة، والتي ترجع إلى ضعف تخليق الحمض النووي عندما لا يكون لدى الجسم إمدادات مناسبة من حمض الفوليك لإنتاج الثايمين.
توفر مكملات حمض الفوليك ما يكفي من الفولات القابل للاستخدام لاستعادة تخليق خلايا الدم الحمراء الطبيعية، دون حل المشكلة المطروحة والتي، إذا تركت دون علاج، يمكن أن تسبب آثارا جانبية خطيرة دائمة تؤثر على الجهاز العصبي والدماغ. عند وجود حمض الفوليك بكميات طبيعية فإن عائلة الإنزيمات المعتمدة على فيتامين بي12 مثل التفاعلات المعتمدة على MTR مشتركة ويمكن استردادها وتصبح أقل وضوحا، ولكن التفاعلات المعتمدة على MUT تظهر أكثر التأثيرات المباشرة والمميزة، خاصة على الجهاز العصبي.
اختبارات الدم الروتينية الحساسة لفقر الدم وحجم خلايا الدم الحمراء، والتي يتم اكتشاف هذه التأثيرات البيوكيميائية بوساطة حمض الفوليك بشكل مباشر في أغلب الأحيان، فإن التأثيرات التي تعتمد على MTR في نقص فيتامين بي12 أصبحت واضحة ليست على شكل فقر الدم كما هي بشكل تقليدي، ولكن الآن بشكل أساسي كارتفاع بسيط وأقل وضوحا في الهوموسيستين في الدم والبول.
إن الضرر المايليني النوعي الناتج عن نقص فيتامين بي12، حتى في وجود كميات مناسبة من حمض الفوليك والميثيونين، هو بشكل أكثر تحديدا ووضوحا مشكلة نقص الفيتامين. سوف يمنع ارتفاع MMA المفرط تصنيع الأحماض الدهنية الطبيعية، أو سيتم دمجها في الاحماض الدهنية نفسها بدلا من حمض المالونيك الطبيعي. إذا تم دمج هذه الأحماض الدهنية غير الطبيعية لاحقًا في المايلين، فسيكون المايلين الناتج هشًا للغاية، وسيحدث إزالة للمايلين. على الرغم من أن الآلية أو الآليات الدقيقة غير معروفة على وجه اليقين، فإن النتيجة هي انحلال ضمني مشترك للجهاز العصبي المركزي والنخاع الشوكي. حتى لو كان حمض الفوليك موجودا بشكل جيد، وبالتالي فقر الدم غير موجود، أيا كان السبب، من المعروف أن نقص فيتامين بي12 يسبب تلف الأعصاب.

## الفيسولوجيا

### الامتصاص
يتم امتصاص فيتامين بي12 الغذائي بواسطة عمليتين، النقل الخاصة بالفيتامين أو عن طريق الانتشار السلبي. الأولى هي آلية معوية خاصة بفيتامين بي12 باستخدام عامل جوهري يمكن من خلاله امتصاص 1-2 ميكروغرام كل بضع ساعات، والتي يتم بواسطتها امتصاص معظم الطعام من الفيتامين. الامتصاص بوساطة النقل وتسليم الأنسجة هو عملية معقدة تنطوي على ثلاثة بروتينات نقل: هابتوكورين (HC)، العامل الجوهري (IF)، الترانسكوبالامين الثاني، ومستقبلات الأمعاء المعنية. إن فسيولوجيا الإنسان لامتصاص فيتامين بي12 النشط من الطعام معقدة. الهابتوكورين موجود في الغدد اللعابية. نظرا لأن الطعام المحتوي على الفيتامين يتم هضمه بواسطة حمض الهيدروكلوريك والبيبسين الذي يفرز في المعدة، فإن الهابتوكورين يربط الفيتامين ويحميه من التدهور الحمضي. عند مغادرة المعدة، يتم تحييد حمض الهيدروكلوريك في الكيموس في الاثني عشر بواسطة البيكربونات، ويطلق بروتياز البنكرياس الفيتامين من الهابتوكورين بشكله الحر، مما يجعله متاحا للارتباط بالعامل الجوهري (IF)، وهو بروتين تفرزه الخلايا الجدارية المعدية استجابة لوجود الطعام في المعدة. يسلم العامل الجوهري الفيتامين إلى مستقبلات الخلايا المعوية في اللفائفي الطرفي. المستقبل خاص فقط بمركب (B12/IF)، وبالتالي لن يتعرف على الفيتامين اذا لم يرتبط بالعامل الجوهري.
بمجرد التعرف على مركب B12/IF بواسطة مستقبلات اللفائفية المتخصصة، يتم نقله إلى الدورة الدموية. ثم يتم نقل الفيتامين إلى الترانسكوبالامين الثاني (TC-II/B12)، والذي يعمل كناقل للبلازما. قد تؤدي العيوب الوراثية في إنتاج الكوبالامينات ومستقبلاتها إلى نقص وظيفي في بي12 وفقر الدم الضخم الأرومات لدى الأطفال، والكيمياء الحيوية غير الطبيعية المرتبطة بفيتامين بي12، حتى في بعض الحالات مع مستويات دم طبيعية من فيتامين بي12. لكي يعمل الفيتامين داخل الخلايا، يجب أن يرتبط مركب TC-II/B12 بمستقبل الخلية، ويتم إدخاله. يتحلل ترانسكوبالامين II داخل الليزوزوم، ويتم إطلاق بي12 الحر أخيرا في السيتوبلازم، حيث يمكن تحويله إلى أنزيم مناسب، بواسطة إنزيمات خلوية معينة.
إن امتصاص فيتامين بي12 الغذائي يتطلب معدة سليمة وفعالة، أفراز بنكرياسي، عامل جوهري، وأمعاء دقيقة. تؤدي مشاكل أي من هذه الأعضاء إلى امكانية حدوث نقص فيتامين بي12.
تؤكد التحقيقات في الامتصاص المعوي لفيتامين بي12 أن الحد الأعلى للامتصاص لكل جرعة فموية واحدة يبلغ حوالي 1.5 ميكروغرام، مع كفاءة 50٪. قد تتجاوز عملية الانتشار السلبي لامتصاص بي12 - عادة جزء صغير جدًا من الامتصاص الكلي للفيتامين من استهلاك الطعام - بروتين R وامتصاص IF بوساطة عندما تكون الجرعات الفموية من بي12 كبيرة جدا (ألف أو أكثر ميكروغرام لكل جرعة) كما يحدث بشكل شائع في مكملات-بي12 عن طريق الفم.

### سوء الامتصاص
الأشخاص الذين يعانون من فقر الدم الخبيث، ليس لديهم القدرة على إنتاج عامل جوهري. الأفراد الذين يفتقرون إلى العامل الجوهري ليس لديهم قدرة على امتصاص فيتامين بي12. يرجع عدم وجود عامل جوهري بشكل أكثر شيوعا إلى التهاب المعدة المناعي الذاتي الذي يسبب هجوم المناعة الذاتية على الخلايا الجدارية التي تخلقه في المعدة. الأدوية المضادة للحموضة التي تحيد حمض المعدة والأدوية التي تمنع إنتاج الحمض (مثل مثبطات مضخة البروتون) ستمنع امتصاص بي12 عن طريق منع إطلاقه من الطعام في المعدة. تشمل الأسباب الأخرى لسوء امتصاص فيتامين بي12 جراحة السمنة، قصور البنكرياس، اليرقان الانسدادي، الذرب المداري، الداء البطني، وجراحة الجزء الأخير من الأمعاء الدقيقة. يمكن أن يكون العمر عاملا، وغالبا ما يعانون كبار السن من فقد حمض المعدة بسبب انخفاض وظيفة الخلايا الجدارية في المعدة، وبالتالي لديهم خطر متزايد من نقص فيتامين بي12. ينتج عن هذا إفراز جرعات فموية بنسبة 80-100٪ في البراز مقابل إفراز بنسبة 30-60٪ في البراز كما هو ملاحظ لدى الأفراد الذين يمتلكون العامل الجوهري بشكل كاف.

### التخزين والإفراز
تعتمد سرعة تغيير مستويات بي12 على التوازن بين مقدار بي12 الذي يتم الحصول عليه من النظام الغذائي، ومقدار إفرازه ومقدار امتصاصه. يبلغ إجمالي كمية فيتامين بي12 المخزنة في الجسم حوالي 2-5 ملغ في البالغين. يتم تخزين حوالي 50٪ من هذا في الكبد. يُفقد ما يقرب من 0.1٪ من هذا يوميا عن طريق الإفرازات في الأمعاء، حيث لا يتم إعادة امتصاص كل هذه الإفرازات. الصفراء هي الشكل الرئيسي لإفراز فيتامين بي12؛ يتم إعادة تدوير معظم فيتامين بي12 المُفرز في الصفراء عن طريق الدوران المعوي الكبدي. عادة ما يتم إخراج الفائض من بي12 الذي يتجاوز قدرة الدم على الارتباط في البول. نظرًا للدوران المعوي الكبدي الفعال للغاية لفيتامين بي12، يمكن للكبد تخزين ما يكفي من 3 إلى 5 سنوات من فيتامين بي12؛ لذلك، فإن نقص التغذية لهذا الفيتامين نادر في البالغين في حالة عدم وجود سوء الامتصاص. إذا كان العامل الجوهري أو مستقبل الدقاق الطرفي غير موجودا، يتم تخزين فيتامين بي12 فقط لأشهر إلى سنة واحدة.

## تفاعلات الادوية

### مضادات مستقبلات الهيستامين-2 ومثبطات مضخة البروتون
حمض المعدة ضروري لإطلاق فيتامين بي12 من البروتين لامتصاصه. يمكن أن يؤدي انخفاض إفراز حمض المعدة والبيبسين، من استخدام حاصرات H2 أو عقاقير مثبطات مضخة البروتون (PPI)، إلى تقليل امتصاص فيتامين بي12 المرتبط بالبروتين (الغذائي)، ولكن ليس من مكملات فيتامين بي12. وتشمل مضاد مستقبلات H2 سيميتيدين وفاموتيدين ونيزاتيدين ورانيتيدين. بالنسبة لمضادات مضخة البروتون تشمل هذه المواد أوميبرازول، لانزوبرازول، رابيبرازول، بانتوبرازول، إيسوميبرازول. من غير المحتمل حدوث نقص فيتامين بي12 المهم سريريًا وفقر الدم الضخم الأرومات، ما لم تطول هذه العلاجات الدوائية لمدة عامين أو أكثر، أو إذا كان بالإضافة إلى ذلك، فإن المدخول الغذائي للشخص أقل من المستويات الموصى بها. يكون نقص الفيتامينات المصحوب بأعراض أكثر احتمالًا إذا كان الشخص مصابًا بالكلورهيدريكا (الغياب التام لإفراز حمض المعدة)، والذي يحدث بشكل متكرر مع مثبطات مضخة البروتون أكثر من حاصرات H2.

### الميتفورمين
انخفاض مستويات فيتامين بي12 في مصل الدم يحدث لما يصل إلى 30٪ من الأشخاص الذين يتناولون مضاد-السكري الميتفورمين على المدى الطويل. لا يتطور النقص إذا تم إعطاء كمية كافية من فيتامين بي12 في النظام الغذائي أو تم أخذ مكملات وقائية من فيتامين بي12. إذا تم الكشف عن نقص، يمكن أن يستمر الميتفورمين بينما يتم تصحيح نقص عن طريق مكملات فيتامين بي12.

### الأدوية الأخرى
يمكن لبعض الأدوية أن تقلل من امتصاص فيتامين بي12 الذي يتم تناوله عن طريق الفم، بما في ذلك: الكولشيسين، منتجات البوتاسيوم ممتد المفعول، والمضادات الحيوية مثل الجنتاميسين، النيومايسين والتوبراميسين. ترتبط الأدوية المضادة للتشنج الفينوباربيتال، البريجابالين، البريميدون والتوبيراميت بتركيز فيتامين بي12 مصل أقل من الطبيعي. ومع ذلك، كانت مستويات المصل أعلى في الأشخاص الذين وصف لهم فالبروات. بالإضافة إلى ذلك، قد تتداخل بعض الأدوية مع الاختبارات المعملية للفيتامين، مثل أموكسيسيلين، إريثروميسين، ميثوتريكسات وبيريميثامين.

## الكيمياء

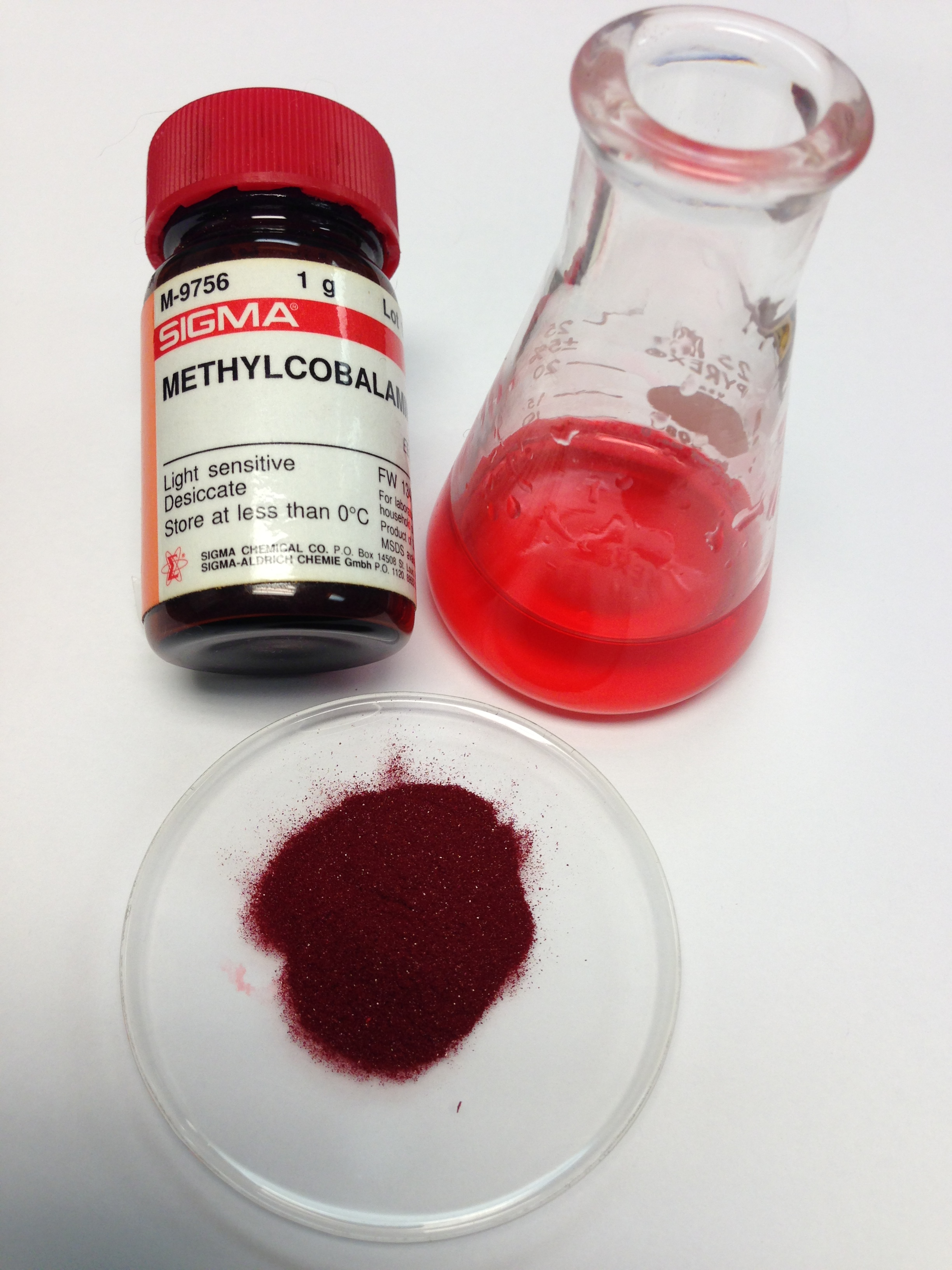
الميثيل كوبالامين (كما هو موضح) شكل من أشكال فيتامين بي_{12}. أنه يشبه فيزيائياً أشكال أخرى من فيتامين بي_{12}، تحدث كبلورات حمراء داكنة والتي تشكل بحرية محاليل شفافة كرزية اللون في المياه.

فيتامين بي12 هو الأكثر تعقيدًا كيميائيًا من بين جميع الفيتامينات. ويستند هيكل فيتامين بي12 على حلقة كورين، التي تشبه حلقة البورفيرين الموجودة في الهيم، الكلوروفيل، والسيتوكروم. أيون المعدن المركزي هو الكوبالت. يتم توفير أربعة من مواقع التنسيق الستة من قبل حلقة الكورين، والخامس من قبل مجموعة dimethylbenzimidazole. موقع التنسيق السادس، مركز التفاعل، متغير، كونه مجموعة سيانايد(–CN)، مجموعة هيدروكسيل (–OH)، مجموعة ميثيل (–CH3) أو مجموعة أدينوزين منزوعة الاوكسجين من الموقع الخامس (هنا ذرة C5 ′ من deoxyribose تشكل الرابطة التساهمية مع الكوبالت)، على التوالي، لإعطاء النماذج الأربعة فيتامين بي12 المذكورة أدناه. من الناحية التاريخية، تعتبر الرابطة التساهمية C-Co أحد الأمثلة الأولى على روابط الكربون المعدني التي تم اكتشافها في علم الأحياء. هيدروجيناز، وبالضرورة، الأنزيمات المرتبطة باستخدام الكوبالت، تشمل على روابط معدنية كربونية.
فيتامين بي12 هو اسم واصف عام يشير إلى مجموعة من جزيئات الكوبالت وحلقة الكورين التي يتم تحديدها من خلال وظيفة فيتامين معينة في الجسم. جميع جزيئات الكوبالت الكورينية التحتية التي يصنع منها فيتامين بي12 يجب تصنيعها بالبكتيريا. بعد اكتمال هذا البناء، يمتلك جسم الإنسان القدرة (ما عدا في حالات نادرة) على تحويل أي شكل من أشكال فيتامين بي12 إلى شكل نشط، عن طريق إزالة مجموعات كيميائية اصطناعية معينة من ذرة الكوبالت واستبدالها بغيرها بشكل إنزيمي.
الأشكال الأربعة (Vitamers) من فيتامين بي12 كلها عبارة عن بلورات حمراء ذات لون عميق وحلول مائية، بسبب لون مجمع الكوبالت—corrin
- سيانوكوبالامين: هو أحد هذه الأشكال، أي "vitamer"، من فيتامين بي12 لأنه يمكن أن يكون التمثيل الغذائي في الجسم إلى شكل عامل مرافق فعال. لا يحدث شكل السايانوكوبالامين فيتامين بي12 في الطبيعة بشكل طبيعي، ولكنه ناتج ثانوي لحقيقة أن الأشكال الأخرى من فيتامين بي12 عبارة عن روابط حادة من السيانيد (–CN) التي تلتقطها في عملية تنقية الكربون النشط من الفيتامين بعد أن يتم تصنيعها من قبل البكتيريا في العملية التجارية. بما أن شكل سيانوكوبالامين فيتامين بي12 سهل التبلور وهو غير حساس لأكسدة الهواء، فإنه يستخدم عادة كشكل من أشكال فيتامين بي12 للإضافات الغذائية وفي العديد من الفيتامينات المتعددة الشائعة. يمتلك السيانوكوبالامين النقي اللون الزهري العميق المرتبط بمعظم مجمعات ثاني أكسيد الكوبالت (II)، وتتكون البلورات بشكل جيد وتنمو بسهولة إلى حجم الملليمتر.
- هيدروكسوبالامين: هو شكل آخر من أشكال فيتامين بي12 الشائعة في علم الصيدلة، ولكنها ليست موجودة بشكل طبيعي في جسم الإنسان. هيدروكسوبالامين أحيانا يرمز له B12a. هذا الشكل من فيتامين بي12 هو الشكل الذي تنتجه البكتيريا، وهو ما يتم تحويله إلى سيانوكوبالامين في خطوة تصفية الفحم التجاري من الإنتاج. يمتلك هيدروكسيوكوالامين على جاذبية عالية لأيونات السيانيد وقد استخدم كمضاد للتسمم بالسيانيد. يتم توفيره عادة في محلول مائي للحقن. يُعتقد أن الهيدروكسيوكوبالامين يتحول إلى الشكل الأنزيمي النشط لفيتامين بي12 بسهولة أكبر من سيانوكوبالامين، ولأنه أغلى قليلاً من سيانوكوبالامين، ولديه وقت حجز أطول في الجسم، فقد استخدم لاستبدال الفيتامين في الحالات التي يكون فيها إعادة تأكيد النشاط هو المطلوب. كما أن العلاج العضلي لهيدروكسيوكوبالامين هو أيضًا العلاج المفضل لمرضى الأطفال المصابين اضطرابات ايضية كوبالينية داخلية، لمرضى نقص فيتامين بي12 الذين يعانون من الحول التبغي (التي يعتقد أنها ربما تحتوي على عنصر من تسمم السيانيد من السيانيد في دخان السجائر)؛ ولعلاج المرضى الذين يعانون من فقر الدم الخبيث الذين لديهم اعتلال عصبي بصري.
- ادينوسيل كوبالامين وميثيل كوبالامين: هما العاملان المساعدان الفعالان من فيتامين بي12 اللذين يحدثان بشكل طبيعي في الجسم. يتم تخزين معظم احتياطيات الجسم ado B12 في الكبد. يتم تحويل هذه إلى شكل ميثيل كوبالامين الأخرى حسب الحاجة.

## التجميع والإنتاج الصناعي
الكائنات الحية حقيقية النواة (بما في ذلك النباتات والحيوانات والفطريات) غير قادرة بشكل مستقل على بناء فيتامين بي12. البكتيريا والبكتيريا القديمة فقط تمتلك الإنزيمات اللازمة لعملية التخليق الحيوي. مثل كل من tetrapyrroles، وهو مشتق من يوروفيرينوجين الثالث. هذا برفيرينوجين يضاف اليه مجموعة ميثيل في حلقتين بيرول لإعطاء dihydrosirohydrochlorin، الذي يتأكسد إلى sirohydrochlorin، الذي يخضع لمزيد من التفاعلات، ولا سيما تقلص حلقة، لإعطاء حلقة الكورين.
تم إنجاز بناء المختبر الكامل لفيتامين بي12 بواسطة روبرت وودورد و Albert Eschenmoser في عام 1972، ولا يزال أحد الأعمال البطولية الكلاسيكية للبناء العضوي، مما يتطلب جهد 91 زميل ما بعد الدكتوراه (معظمهم في هارفارد) و 12 طالب دكتوراه (في ETH) من 19 دولة. ويشكل التركيب بناءً رسميًا كاملاً، حيث أن مجموعات البحث فقط هي التي أعدت حمض ال cobyric المتوسط المعروف، الذي تم الإبلاغ سابقًا عن تحويله الكيميائي إلى فيتامين بي12. على الرغم من أنه يشكل إنجازًا فكريًا من أعلى المستويات، فإن تركيب فيتامين بي12 من Eschenmoser–Woodward ليس له أي نتيجة عملية بسبب طوله، مع اتخاذ 72 خطوة كيميائية فانه يعطي محصول كيميائي شامل أقل بكثير من 0.01٪. وعلى الرغم من وجود جهود اصطناعية متقطعة منذ عام 1972، لا يزال تركيب Eschenmoser – Woodward هو التركيب الكامل (الرسمي) المكتمل فقط. لا يزال التخمر البكتيري (أو ربما العتيقة) هو المصدر الوحيد القابل لصناعة الفيتامينات لإنتاج الغذاء والدواء.
من الأنواع والاجناس المعروفة لبناء فيتامين بي12:
بروبيونيباكتيريوم، الزائفة الكينغيلة، المتسلسلة السنجابية اسيتوبكتيريام، الأمعائية، الأجرعية، المقلونة، الآزوتية، عصوية، كلوستريديوم، وتدية، الصيفرية، عصية لبنية، البوغانة، المتفطرة، النوكاردية، البروتامينية، بروتيوس، المستجذرة، السالمونيلا، السراتية، عقدية ومستصفرة.
الإنتاج الصناعي من بي12 يتحقق من خلال تخمر الكائنات الحية الدقيقة المختارة. Streptomyces griseus، وهي بكتيريا كانت في يوم من الأيام خميرة، كانت المصدر التجاري لفيتامين بي12 لسنوات عديدة. الأنواع Pseudomonas denitrificans و Propionibacterium freudenreichii subsp. shermanii تستخدم بشكل أكثر شيوعًا اليوم. وكثيرًا ما تتم زراعتها في ظروف خاصة لتعزيز المحصول، وقد استخدمت شركة واحدة على الأقل، وهي رون بولنك من فرنسا، التي اندمجت في سانوفي، نسخ معدلة وراثيا من أحد هذين النوعين أو كليهما. [بحاجة لمصدر] من أنواع Propionibacterium لا تنتج سموم خارجية أو سموم داخلية ، ويتم التعرف عليها عمومًا على أنها آمنة (تم منحها حالة GRAS) من قبل إدارة الأغذية والأدوية في الولايات المتحدة ، وهي في الوقت الحاضر كائنات تخمير للبكتيريا المفضلة لدى إدارة الأغذية والأدوية FDA لإنتاج فيتامين بي12.
بلغ إجمالي الإنتاج العالمي لفيتامين بي12، من أربع شركات (شركة Sanofi-Aventis الفرنسية وثلاث شركات صينية) في عام 2008، 35 طناً.
انظر cyanocobalamin لمناقشة التحضير الكيميائي لنظائر فيتامين الكوبالت المختزل وإعداد الأشكال الفسيولوجية للفيتامين مثل adenosylcobalamin و methylcobalamin.

## التاريخ

### أوصاف آثار النقص
بين عامي 1849 و1887، وصف توماس أديسون حالة من فقر الدم الخبيث، وصفت حالة من اعتلال الأعصاب لأول مرة من قبل ويليام أوسلر وويليام جاردنر، ووصف هايم خلايا حمراء كبيرة في الدم في هذه الحالة، والتي أطلق عليها اسم «كريات الدم العملاقة» (تسمى الآن الخلايا الكبيرة)، حدد باول إرليش الأرومات الضخمة في نخاع العظم، ووصف لودفيغ ليشثيم حالة من اعتلال النخاع.

### تحديد الكبد كغذاءً مضادًا لفقر الدم
خلال عشرينيات القرن العشرين، تم التعرف على أهمية الكبد في تكون الدم، حيث اكتشف جورج ويبل أن تناول كميات كبيرة من الكبد النيء بدا أنه يعالج بسرعة فقر الدم الناجم عن فقدان الدم في الكلاب، يُقال إن الصدفة لعبت دورًا في هذا الاكتشاف. لاحقًا، تم أفتراض أن تناول الكبد قد يعالج فقر الدم الخبيث. أعد إدوين كون مستخلصًا للكبد كان أقوى بنسبة 50 إلى 100 مرة في علاج فقر الدم الخبيث من منتجات الكبد الطبيعية. أوضح ويليام كاسل أن عصارة المعدة تحتوي على «عامل جوهري» والذي عندما يقترن بتناول اللحوم يؤدي إلى امتصاص الفيتامين. في عام 1934، شارك جورج ويبل في جائزة نوبل في علم وظائف الأعضاء والطب مع ويليام بي مورفي وجورج مينوت لاكتشاف علاج لمرض قاتل سابقًا لسبب غير معروف باستخدام تركيز الكبد، والذي وجد لاحقًا أنه يحتوي على كمية كبيرة من ”فيتامين بي12“.

### تحديد المركب النشط
أثناء عملها في مكتب صناعة الألبان بوزارة الزراعة الأمريكية، تم تكليف ماري شو شورب بالعمل على السلالة البكتيرية (LLD)، والتي كانت تستخدم لصنع الزبادي ومنتجات الألبان الأخرى. وسط المزرعة لـ LLD يتطلب مستخلص الكبد. عرفت شورب أن مستخلص الكبد نفسه كان يستخدم لعلاج فقر الدم الخبيث (توفي والد زوجها بسبب المرض)، وخلصت إلى أنه يمكن تطوير LLD كطريقة فحص لتحديد المركب النشط. أثناء وجودها في جامعة ميريلاند ، تلقت منحة صغيرة من شركة ميريك، وبالتعاون مع كارل فولكرز من تلك الشركة، طورت اختبار LLD. حدد هذا «عامل LLD» على أنه ضروري لنمو البكتيريا. استخدم شورب وفولكر وألكسندر ر. تود، من جامعة كامبريدج، اختبار LLD لاستخراج عامل فقر الدم الخبيث من مستخلصات الكبد وتنقيته، حيث سُمي ”فيتامين بي12“. في عام 1955، ساعد تود في توضيح بنية الفيتامين، والذي من أجله حصل على جائزة نوبل في الكيمياء عام 1957. تم تحديد التركيب الكيميائي الكامل للجزيء بواسطة دوروثي هودجكين، بناءً على البيانات البلورية في عام 1956، والتي من أجل ذلك وتحليلات بلوريات أخرى حصلت على جائزة نوبل في الكيمياء عام 1964. لجئت هودجكين لفك شفرة بنية الأنسولين.
حصل خمسة أشخاص على جوائز نوبل للجهود المباشرة وغير المباشرة لفيتامين بي12؛ جورج ويبل وجورج مينوت وويليام ميرفي (1934)، ألكسندر ر. تود (1957)، ودوروثي هودجكين (1964).

### الإنتاج التجاري
يتم تحقيق الإنتاج الصناعي للفيتامين بي12 من خلال تخمير كائنات دقيقة مختارة. كما لوحظ أعلاه، تم تحقيق التوليف المختبري التخليقي تمامًا لفيتامين بي12 بواسطة روبرت بيرنز وودوارد وألبرت إشنموسر في عام 1972. هذه العملية ليس لها إمكانات تجارية، حيث تتطلب ما يقرب من 70 خطوة ولها عائد أقل بكثير من 0.01٪.

## معرض صور

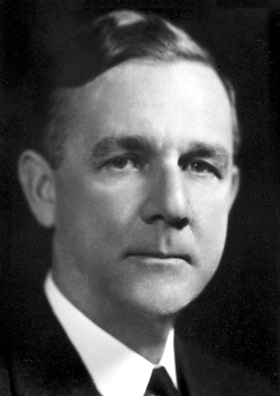
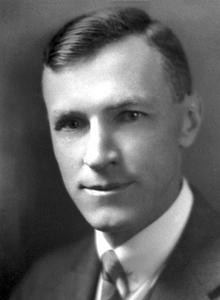
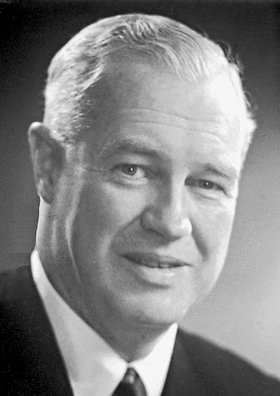
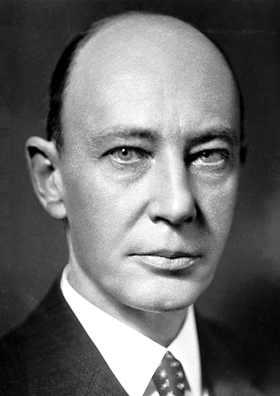

## وصلات خارجية
- Cyanocobalamin في المكتبة الوطنية الأمريكية للطب نظام فهرسة المواضيع الطبية (MeSH).

```
(بالإنجليزية)
```